# Isola di Jenny (baia Margherita)
L’Isola di Jenny o Isla Juanita è un'isola rocciosa lunga 3,7 km che sale a 500 m, si trova a 5,6 km a est di Capo Alexandra, l'estremità sud-orientale dell'isola Adelaide, nella baia Margherita.

## Primi visitatori
L'isola fu scoperta dalla spedizione antartica francese (1908-1910) sotto Jean-Baptiste Charcot e da lui chiamata in nome alla moglie del sottotenente Maurice Bongrain, Marina francese, secondo ufficiale della spedizione. Charcot si era arrampicato sulla cima delle scogliere di ghiaccio delle isole per capire che l'isola di Adelaide periferente era davvero un'isola. In seguito aveva fatto spedizioni nei porti vicini per trovare un porto di svernamento, ma ogni volta fu costretto a tornare all’Isola di Jenny fino a quando alla fine non si trasferì.